# Zsombor Gruber
Zsombor Gruber (Győr, 7 settembre 2004) è un calciatore ungherese, attaccante dell'MTK Budapest in prestito dal Ferencváros.

## Carriera

### Club
Gruber è cresciuto nel settore giovanile della Puskás Akadémia ed ha debuttato in prima squadra l'8 luglio 2021 nell'incontro di qualificazione per la Conference League pareggiato 1-1 contro l'Inter Turku. Pochi mesi dopo è passato in prestito al Basilea, dove ha trascorso l'intera stagione in Promotion League con la seconda squadra.
Rientrato in Ungheria ha iniziato a giocare con maggior frequenza ed il 12 febbraio 2023 ha segnato il suo primo gol con la Puskas Akademia decidendo la sfida di campionato vinta 1-0 contro lo Zalaegerszeg. L'8 febbraio 2024 è stato acquistato a titolo definitivo dal Ferencváros, che lo ha lasciato in prestito allo Zalaegerszeg fino al termine della stagione. Ha debuttato con i biancoverdi il 13 luglio nell'incontro di qualificazione per la Champions League vinto 2-1 contro il The New Saints.

### Nazionale
Ha giocato con le nazionali giovanili ungheresi Under-15, Under-16, Under-17, Under-18, Under-19 ed Under-21.
Il 5 novembre 2024 ha ricevuto la prima convocazione in nazionale maggiore, con cui ha esordito quattordici giorni dopo nel pareggio per 1-1 in Nations League contro la Germania.

## Statistiche

### Presenze e reti nei club
Statistiche aggiornate al 9 novembre 2024.
| Stagione        | Squadra         | Campionato      | Campionato | Campionato | Coppe nazionali | Coppe nazionali | Coppe nazionali | Coppe continentali | Coppe continentali | Coppe continentali | Altre coppe | Altre coppe | Altre coppe | Totale | Totale | Totale |
| Stagione        | Squadra         | Comp            | Pres       | Reti       | Comp            | Pres            | Reti            | Comp               | Pres               | Reti               | Comp        | Pres        | Reti        | Pres   | Reti   |        |
| --------------- | --------------- | --------------- | ---------- | ---------- | --------------- | --------------- | --------------- | ------------------ | ------------------ | ------------------ | ----------- | ----------- | ----------- | ------ | ------ | ------ |
| lug.-ago. 2021  | Puskás Akadémia | NB1             | 0          | 0          | CU              | 0               | 0               | UECL               | 1                  | 0                  | -           | -           | -           | 1      | 0      |        |
| 2021-2022       | Basilea II      | PL              | 10         | 2          | -               | -               | -               | -                  | -                  | -                  | -           | -           | -           | 10     | 2      |        |
| ago. 2022       | Csákvári        | NB2             | 4          | 0          |                 | -               | -               | -                  | -                  | -                  | -           | -           | -           | 4      | 0      |        |
| ago. 2023       | Csákvári        | NB2             | 2          | 0          |                 | -               | -               | -                  | -                  | -                  | -           | -           | -           | 2      | 0      |        |
| 2022-2023       | Puskás Akadémia | NB1             | 26         | 3          | CU              | 4               | 1               | -                  | -                  | -                  | -           | -           | -           | 30     | 4      |        |
| 2023-gen. 2024  | Puskás Akadémia | NB1             | 17         | 3          | CU              | 2               | 3               | -                  | -                  | -                  | -           | -           | -           | 19     | 6      |        |
| gen.-giu. 2024  | Zalaegerszeg    | NB1             | 8          | 3          | CU              | 1               | 0               | -                  | -                  | -                  | -           | -           | -           | 9      | 3      |        |
| 2024-2025       | Ferencváros     | NB1             | 5          | 1          | CU              | 1               | 0               | UCL+UEL            | 2+2                | 0                  | -           | -           | -           | 10     | 1      |        |
| Totale carriera | Totale carriera | Totale carriera | 72         | 12         |                 | 8               | 4               |                    | 5                  | 0                  |             | -           | -           | 85     | 16     |        |

### Cronologia presenze e reti in nazionale
| Cronologia completa delle presenze e delle reti in nazionale ― Ungheria | Cronologia completa delle presenze e delle reti in nazionale ― Ungheria | Cronologia completa delle presenze e delle reti in nazionale ― Ungheria | Cronologia completa delle presenze e delle reti in nazionale ― Ungheria | Cronologia completa delle presenze e delle reti in nazionale ― Ungheria | Cronologia completa delle presenze e delle reti in nazionale ― Ungheria | Cronologia completa delle presenze e delle reti in nazionale ― Ungheria | Cronologia completa delle presenze e delle reti in nazionale ― Ungheria |
| Data                                                                    | Città                                                                   | In casa                                                                 | Risultato                                                               | Ospiti                                                                  | Competizione                                                            | Reti                                                                    | Note                                                                    |
| ----------------------------------------------------------------------- | ----------------------------------------------------------------------- | ----------------------------------------------------------------------- | ----------------------------------------------------------------------- | ----------------------------------------------------------------------- | ----------------------------------------------------------------------- | ----------------------------------------------------------------------- | ----------------------------------------------------------------------- |
| 19-11-2024                                                              | Budapest                                                                | Ungheria                                                                | 1 – 1                                                                   | Germania                                                                | UEFA Nations League 2024-2025 - 1º turno                                | -                                                                       | 89’                                                                     |
| Totale                                                                  |                                                                         | Presenze                                                                | 1                                                                       |                                                                         | Reti                                                                    | 0                                                                       |                                                                         |